# Galianthe krausei
Galianthe krausei är en måreväxtart som först beskrevs av Karl Suessenguth, och fick sitt nu gällande namn av Elsa Leonor Cabral. Galianthe krausei ingår i släktet Galianthe och familjen måreväxter.
Artens utbredningsområde är Paraguay. Inga underarter finns listade i Catalogue of Life.